# SWAT (série de jeux vidéo)
Pour les articles homonymes, voir SWAT.
La série SWAT est une série de jeux vidéo qui fait suite au premier opus Daryl F. Gates' Police Quest: SWAT sorti en 1995, développé et édité par Sierra Entertainment.

## Jeux

### SériePolice Quest
- 1995 : Daryl F. Gates' Police Quest: SWAT
- 1998 : Police Quest: SWAT 2

### SérieSWAT
- 1999 : SWAT 3: Close Quarters Battle[2]
- 2003 : SWAT: Global Strike Team[3]
- 2005 : SWAT 4
- 2006 : SWAT 4: The Stetchkov Syndicate
- 2006 : SWAT Force
- 2007 : SWAT: Target Liberty
- 2008 : SWAT Elite Troops